# Бергамська республіка
Бе́ргамська респу́бліка (італ. Repubblica Bergamasca) — короткочасна італійська держава періоду Наполеонівських війн, яка була створена 13 березня 1797 року, з прибуттям французької армії для управління Бергамо та його провінцією. Згідно з Леобенським миром, Франція та Австрія домовилися про ліквідацію Венеційської республіки і про створення держави на території між річками Адда і Олійо.
Визначається, що Бергамо як провідний муніципалітет, мав сприяти створенню залежних муніципалітетів в усіх навколишніх регіонах. Республіка, таким чином, стала однією з держав, що стали передумовою для створення Цизальпійської республіки, яка була створена 29 червня 1797 року.